# إيميلي ديكيني
إيميلي ديكيني (بالفرنسية: Émilie Dequenne)‏ (29 أغسطس 1981 - 16 مارس 2025) هي ممثلة بلجيكية، سبق وأن فازت بجائزة أفضل ممثلة في مهرجان كان السينمائي في سنة 1999 لأدائها في فيلم روزيتا.

## وصلات خارجية
- إيميلي ديكيني على موقع IMDb (الإنجليزية)
- إيميلي ديكيني على موقع ألو سيني (الفرنسية)
- إيميلي ديكيني على موقع أول موفي (الإنجليزية)
- إيميلي ديكيني على موقع قاعدة بيانات الأفلام السويدية (السويدية)
- إيميلي ديكيني على موقع قاعدة بيانات الفيلم (الإنجليزية)
- إيميلي ديكيني على موقع ليتربوكسد (الإنجليزية)
- إيميلي ديكيني على موقع كينوبويسك (الروسية)